# 잔 프란체스코 주디체
잔 프란체스코 주디체(이탈리아어: Gian Francesco Giudice, 1961년 1월 25일 –)는 CERN의 이론 물리학 과장인 이탈리아 이론물리학자이다.

## 생애
이론물리학자로 1993년부터 현재까지CERN의 이론물리학부에서 연구하고 있다. 이탈리아의 파도바 대학교를 졸업하고 트리에스테의 고등연구 국제대학에서 이론물리학 박사학위를 받았다. 그의 연구 대부분은 충돌기에 관한 것으로 CERN의 연구에 참여하기 전까지는 미국의 페르미 연구소에서 일했으며, 스티븐 와인버그의 텍사스 대학교 연구 그룹 초전도 초충돌기(영어: SSC)  건설 단계에도 참여했다. 여러 과학 저널에서 100여 편의 글을 기고하며, 글쓰기를 통해 더 많은 사람들에게 입자물리학과 우주론의 이해를 돕고자 노력하고 있다.
《젭토스페이스(영어: A Zeptospace Odyssey)》의 저자이다. 이 책은 힉스를 찾는 과학자들의 시도부터 LHC를 만들기까지, 그리고 우주의 기원에 대한 비밀을 탐구하는 물리학자들의 모험을 담고 있다.

## 저서
- Gian Francesco Giudice (2010). 《A Zeptospace Odyssey》. Oxford University Press. ISBN 9780199581917.
- 잔 프란체스코 주디체 (2017). 《젭토스페이스  - 힉스 입자를 발견한 LHC 물리학의 세계》. 휴먼사이언스. ISBN 9791160800043.